# 雷波小檗
雷波小檗（学名：Berberis leboensis）为小檗科小檗属下的一个种。

## 扩展阅读
- 維基物種上的相關：雷波小檗